# Токо південний
Токо південний (Tockus rufirostris) — вид птахів родини птахів-носорогів (Bucerotidae).

## Поширення
Ареал виду займає територію від південної частини Анголи та північного сходу Намібії до півдня Малаві на сході та північного сходу ПАР на півдні. Населіє відкриті савани і не дуже густі лісисті ділянки з негустим підліском.

## Опис
Птах завдовжки 35-45 см, вага самця 150 г, самиці — 130 г. Самець трохи більший за самицю, має довший дзьоб з чорною плямою біля основи, більше статі не відрізняються. Верх голови і шия темно-сіро-коричневі, решта голови сірі, вушні покриви білі штрихові. Широка біла смуга за очима з вузькою сірою смугою над очима тягнеться до потилиці. Спина чорна з білою центральною смугою, криючі крил сіро-коричневі, кожне з великою центральною білою плямою. Махові пір'я чорні з вузькими білими плямами посередині первинних, зовнішні вторинні чорні, внутрішні білі з чорною основою. Пір'я плечей темно-сірі з кремовими краями. Центральне пір'я хвоста чорне з чорною основою. Дзьоб червоний зі злегка жовтою основою. Райдужка жовта, шкіра обличчя рожева, ноги сірі.

## Поведінка
Токо південний зазвичай зустрічається парами або невеликими групами, живе моногамно. Раціон складається переважно з комах, інколи з дрібних хребетних, рідше насіння або фруктів. Гніздо облаштовує в дуплі. Самиця тривалий час залишається ізольованою всередині дупла, поки триває насиджування і зростання пташенят. Вона сама замуровує вхід у гніздо власним послідом і залишками їжі, залишаючи лише вузьку вертикальну щілину, через яку партнер може її годувати. Сезон розмноження починається після сезону дощів, з вересня по березень. 2-7 овальних білих яєць самиця відкладає з інтервалом у кілька днів і висиджуює 23–25 днів.